# Опсесивно-компулзивни поремећај
Опсесивно-компулзивни поремећај (ОКП) је ментални поремећај и поремећај понашања који захвата 1—3% глобалне популације и ког карактеришу наметљиве мисли (опсесије) и понављајуће радње (компулзије).
Опсесије су упорне нежељене мисли, менталне слике или нагони који изазивају осећај анксиозности, гађења или нелагоде. Компулзије су понављајуће радње или рутине које се јављају као одговор на опсесије како би се постигло олакшање од анксиозности и нелагоде. Особа се осећа присиљеном на компулзивне радње, иако их не доживљава као своје, већ као наметнуте и непријатне. Уколико особа не изврши компулзивну радњу, може осећати страх или кривицу.
Неке уобичајене опсесије укључују страх од контаминације, опсесију симетријом, страх од богохулног понашања, сексуалне опсесије и страх од могућег наношења штете другима или себи. Уобичајене компулзије укључују прекомерно прање руку, чишћење, бројање, наређивање, понављање, избегавање окидача, гомилање, неутралисање, тражење уверења, молитве и провере ствари. ОКП се такође може манифестовати искључиво кроз менталне компулзије, као што су ментално избегавање и прекомерно размишљање. Ова манифестација се понекад назива примарни опсесивно-компулзивни поремећај. Компулзије се јављају често и обично трају најмање један сат дневно, нарушавајући  квалитет живота особе. Оне стварају олакшање у тренутку извршења, али узрокују и да опсесије временом расту због поновљеног понашања, које се завршава наградом, односно смањењем осећаја нелагоде.
Многи одрасли који болују од ОКП-а су свесни да њихове компулзије немају смисла, али их и даље изводе да би ублажили тегобу изазвану опсесијама. Из тог разлога, мисли и понашања код ОКП се обично сматрају егодистоничким (нису у складу са идеалном сликом о себи). Насупрот томе, мисли и понашања код опсесивно-компулзивног поремећаја личности (ОКПЛ) се обично сматрају егосинтоничким (у складу су са нечијом идеалном сликом о себи), што помаже да се диференцирају ОКПЛ и ОКП.
Иако је тачан узрок ОКП непознат, неколико региона мозга је укључено у његов неуроанатомски модел укључујући предњу појасну кору, орбитофронтални кортекс, амигдалу и БНСТ. Истраживања показују да присуство одређене генетичке компоненте доводи до тога да једнојајчани близанци буду више погођени од двојајчаних. Фактори ризика укључују историју злостављања деце или друге догађаје који изазивају стрес, као што су током постпарталног периода или после стрептококне инфекције.
Дијагноза се заснива на клиничкој презентацији и захтева искључивање других узрока који су повезани са лековима или другим медицинским узроцима. Некe скале процене које се користе су Јејл-Браун скала опсесивно-компулзивног поремећаја (Y-BOCS), као и OCI-R.
Остали поремећаји са сличним симптомима су генерализовани анксиозни поремећај, велики депресивни поремећај, поремећаји у исхрани, тикови, понављајуће понашање фокусирано на тело и опсесивно-компулзивни поремећај личности. Поремећаји личности су чест коморбидитет, при чему схизотипални поремећаји и ОКПЛ имају слаб одговор на лечење. Стање је такође повезано са општим порастом суицидалности.
Фраза опсесивно-компулзивно се понекад користи на неформалан начин који није повезан са ОКП, и служи да би се неко описао као претерано педантан, перфекциониста, апсорбован или на неки други начин фиксиран нечим или према нечему. Међутим, стварни поремећај може варирати у презентацији и особе са ОКП можда неће бити забринуте за чистоћу или симетрију, како се популарно сматра.

## Знаци и симптоми
ОКП се може манифестовати са широким спектром симптома. Одређене групе симптома обично се јављају заједно као димензије или групе, што може одражавати основни процес. Стандардни алат за процену ОКП-а је Јејл-Браун скала (Y-BOCS), која има 13 унапред дефинисаних категорија симптома. Ови симптоми се уклапају у три до пет група. Метааналитички преглед структура симптома утврдио је да је структура груписања од четири фактора најпоузданија: фактор симетрије, фактор забрањених мисли, фактор чишћења и фактор гомилања. 
- Фактор симетрије у великој мери корелира са опсесијама које се односе на редослед, бројање и симетрију, као и понављајуће компулзије.
- Фактор забрањених мисли у великој је корелацији са наметљивим мислима које су насилне, религиозне или сексуалне природе.
- Фактор чишћења је у великој корелацији са опсесијама о контаминацији и присилама везаним за чишћење.
- Фактор гомилања укључује само опсесије и компулзије повезане са гомилањем, и идентификован је као различит од других група симптома.[43]

Када се посматра почетак ОКП, једна студија сугерише да постоје разлике у узрасту почетка ОКП између мушкараца и жена, при чему је просечна старост почетка ОКП 9,6 за мушку децу и 11,0 за женску децу. Деца са ОКП често имају друге менталне поремећаје, као што су АДХД, депресија, анксиозност и поремећај понашања. Континуирано је већа вероватноћа да ће деца имати проблема у школи и имати потешкоћа у друштвеним ситуацијама. Када се посматрају и одрасли и деца, студија је показала да је просечна старост почетка болести 21, односно 24 године за мушкарце и жене. Док су неке студије показале да је ОКП са ранијим почетком повезан са већом озбиљношћу, друге студије нису могле да потврде овај налаз. Посматрајући посебно жене, друга студија је показала да је 62% учесника открило да су се њихови симптоми погоршали у предменструалном добу. Све у свему, све демографије и студије су показале да је просечна старост почетка мања од 25 година.
Неки подтипови ОКП су повезани са побољшањем перформанси на одређеним задацима, као што су препознавање образаца (подтип прања) и визуелно-спацијална радна меморија (подтип опсесивне мисли). Подгрупе су се такође разликовале по налазима неуроимиџинга и одговору на лечење, иако студије неуроосликавања нису биле довољно свеобухватне да би се извукли закључци. Проучаван је одговор на лечење зависан од подтипа, а подтип гомилања је доследно најмање реаговао на лечење.
Док се ОКП сматра хомогеним поремећајем из неуропсихолошке перспективе, многи симптоми могу бити резултат коморбидних поремећаја. На пример, одрасли са ОКП су испољили више симптома поремећаја пажње и хиперактивности (АДХД) и поремећаја аутистичног спектра (АСД) него одрасли без ОКП.
Што се тиче узрока почетка, истраживачи су питали учеснике у једној студији шта сматрају одговорним за покретање почетка њихове болести. 29% пацијената је одговорило да је у њиховом животу постојао фактор животне средине који је то учинио. Конкретно, већина учесника који су тиме одговорили истакла је да је њихов еколошки фактор повезан са повећаном одговорношћу.

### Опсесије
Карактеристични симптоми ОКП-а су опсесије и компулзије. Опсесије су мисли које изазивају стрес и које се понављају и опстају, упркос напорима особа да их игноришу или да се суоче са њима. То су понављајуће и упорне мисли (нпр. о контаминацији), слике (нпр. насилних или ужасних сцена) или пориви (нпр. да се неко убоде). Важно је нагласити да опсесије нису пријатне нити се доживљавају као добровољне: оне су наметљиве/интрузивне и нежељене и изазивају изражену узнемиреност или анксиозност код већине појединаца. Особе често покушавају да игноришу или потисну опсесије (нпр. избегавају окидаче или потискују мисли), или да их неутралишу другом мишљу или радњом (нпр. извођењем компулзије).
Према DSM-V, опсесије и компулзије спадају у Критеријум А дијагностификовања ОКП-а. Опсесије су дефинисане као:
1. Понављајуће и упорне мисли, пориви или слике које се доживљавају током узнемирености као наметљиве и нежељене, што код већине људи изазива изражену анксиозност или узнемиреност.
2. Индивидуа покушава да игнорише или потисне такве мисли, пориве или слике, или да их неутралише неком другом мишљу или радњом (тј. извођењем компулзија).

Унутар и међу појединцима, почетне опсесије варирају по јасноћи и живописности. Релативно нејасна опсесија може укључивати општи осећај нереда или напетости, праћена уверењем да живот не може да се одвија нормално док неравнотежа постоји. Интензивнија опсесија може бити преокупација мишљу или сликом блиског члана породице или пријатеља који умире, или наметљиве мисли везане за исправност одређеног односа. Друге опсесије се тичу могућности да неко или нешто друго — као што је Бог, ђаво или болест — покушава да науди њима, људима или стварима до којих им је стало. Други са ОКП-ом могу искусити осећај невидљивих избочина које извиру из њихових тела или осећати да неживи објекти постају живи. Још једна уобичајена опсесија је скрупулозност, патолошка кривица/анксиозност због моралних или верских питања. У скрупулозности, опсесије особе се фокусирају на моралне или религиозне страхове, као што је страх да ће постати зла особа или страх од божанске одмазде услед грешног понашања. Мизофобија, патолошки страх од контаминације и микроба, је још једна уобичајена тема опсесије.
Неки људи са ОКП-ом доживљавају сексуалне опсесије које могу укључивати наметљиве мисли или слике „љубљења, додиривања, миловања, оралног секса, аналног секса, сношаја, инцеста и силовања“ са „странцима, познаницима, родитељима, децом, члановима породице, пријатељима, сарадницима, животињама и религиозним личностима“ и могу укључивати хетеросексуални и хомосексуални контакт са особама било ког узраста. Слично другим наметљивим мислима или сликама, неке узнемирујуће сексуалне мисли су понекад нормалне, али људи са ОКП-ом могу придати изузетан значај таквим мислима. На пример, опсесивни страхови од сексуалне оријентације могу се појавити, па чак и за оне око њих, као криза сексуалног идентитета. Штавише, сумња која прати ОКП доводи до неизвесности у вези са тим да ли неко може деловати на узнемирујуће мисли, што доводи до самокритике или самопрезира.
Већина људи са ОКП разуме да њихове мисли не одговарају стварности; међутим, они осећају да се морају понашати као да су ове идеје тачне или реалне. На пример, неко ко се бави компулзивним гомилањем могао би бити склон да третира неорганску материју као да има осећај или права живих организама, упркос томе што прихвата да је такво понашање ирационално на интелектуалном нивоу. Постоји дебата о томе да ли гомилање треба сматрати независним синдромом од ОКП-а.

### Компулзије
Неки људи са ОКП-ом изводе компулзивне ритуале јер необјашњиво осећају да то морају да ураде, док други делују компулзивно да би ублажили анксиозност која потиче од опсесивних мисли. Особа може осећати да ће ове компулзивне радње спречити да се деси неки страшни догађај или да ће га макар избацити из својих мисли. У сваком случају, њихово резоновање је толико идиосинкратично или искривљено да доводи до значајне невоље, било лично или за оне око погођене особе. Претерано чупање коже, чупање за косу, грицкање ноктију и други поремећаји понашања који се понављају усмерени на тело су сви у опсесивно-компулзивном спектру. Неке особе са ОКП-ом су свесне да њихово понашање није рационално, али се осећају принуђеним да га прате како би се одбранили од осећања панике или страха. Штавише, компулзије често потичу од неповерења у памћење, симптома ОКП-а који карактерише несигурност у вештине перцепције, пажње и памћења, чак и у случајевима када нема јасних доказа о дефициту.
Компулзије такође спадају у Критеријум А и дефинисане су као:
1. Понављајућа понашања (нпр. прање руку, наређивање, провера) или ментални чинови (нпр. молитва, бројање, нечујно понављање речи) за које је појединац привучен као одговор на опсесију или у складу са правилима која се морају строго примењивати.
2. Понашање или ментална дела имају за циљ превенцију или смањење анксиозности или узнемирености, или спречавање неког страшног догађаја или ситуације; међутим, ова понашања или ментални чинови нису повезани на реалистичан начин са оним што су дизајнирани да неутралишу или спрече, или су очигледно претерани.

Уобичајене компулзије могу укључивати прање руку, чишћење, проверу ствари (као што су браве на вратима), понављање радњи (као што је вишекратно укључивање и искључивање прекидача), наручивање ствари на одређени начин и тражење уверавања. Иако неки појединци понављају радње, они не морају нужно да обављају те радње компулзивно; на пример, јутарње или ноћне рутине и верске праксе обично нису присилне. Да ли се понашања квалификују као компулзије или пука навика зависи од контекста у којем се изводе. На пример, сређивање и наручивање књига осам сати дневно би се очекивало од некога ко ради у библиотеци, али би ова рутина деловала ненормално у другим ситуацијама. Другим речима, навике имају тенденцију да донесу ефикасност у нечији живот, док компулзије имају тенденцију да га поремете. Штавише, компулзије се разликују од тикова (као што су додиривање, тапкање, трљање или трептање) и стереотипних покрета (као што су лупање главом, љуљање тела или самогризање), који обично нису тако сложени и нису подстакнути опсесијама. Понекад може бити тешко направити разлику између компулзија и сложених тикова, а око 10–40% људи са ОКП такође има доживотни поремећај тикова.
Људи са ОКП-ом се ослањају на компулзије као на бекство од својих опсесивних мисли; међутим, свесни су да је олакшање само привремено и да ће се наметљиве мисли вратити. Неке особе користе компулзије да избегну ситуације које могу изазвати опсесије, односно окидаче (енгл. trigger). Компулзије могу бити радње које су директно повезане са опсесијом, као на пример да неко опседнут контаминацијом компулзивно пере руке, али оне такође могу бити неповезане. Осим што доживљавају анксиозност и страх који обично прате ОКП, погођене особе могу проводити сате изводећи компулзије сваког дана. У таквим ситуацијама, особи може постати тешко да испуни своје радне, породичне или друштвене улоге. Ова понашања такође могу изазвати нежељене физичке симптоме; на пример, људи који опсесивно перу руке антибактеријским сапуном и топлом водом могу да учине своју кожу црвеном и сировом од дерматитиса.
Појединци са ОКП-ом често користе рационализацију да објасне своје понашање; међутим, ове рационализације се не односе на образац понашања, већ на сваку појединачну појаву. На пример, неко ко компулзивно проверава улазна врата може тврдити да су време и стрес повезани са једном провером мањи од времена и стреса који ће се десити уколико буду опљачкани и проверавање  да ли су врата закључана је стога боља опција. Ово резоновање се често дешава на цикличан начин и може трајати онолико дуго колико је погођеној особи потребно да би се осећала безбедно.
ОКП се понекад манифестује менталним уместо отвореним компулзијама. Ова манифестација се може назвати „примарни опсесивни ОКП“ и обично укључује менталне компулзије, као што је ментално избегавање или претерано размишљање (руминација). Опсесивно-компулзивни поремећај без отворених компулзија могао би, према једној процени, да карактерише чак 50-60% случајева ОКП.

### Увиди у реалност опсесија и прецењене идеје
Дијагностички и статистички приручник за менталне поремећаје (DSM-5) идентификује континуитет за ниво увида у ОКП, у распону од доброг увида (најмање озбиљног) до без увида (најтежег). Добар или фер увид карактерише признање да опсесивно-компулзивна уверења нису или не морају бити истинита, док лош увид, у средини континуума, карактерише веровање да су опсесивно-компулзивна уверења вероватно истинита. Потпуно одсуство увида, у којем је појединац потпуно убеђен да су њихова веровања истинита, такође се идентификује као заблуда и јавља се код око 4% људи са ОКП. Када случајеви ОКП-а без увида постану озбиљни, особе имају непоколебљиво веровање у стварност својих заблуда, што може отежати њихово разликовање од психотичних поремећаја.
Неки људи са ОКП показују оно што је познато као прецењене идеје, идеје које су абнормалне у поређењу са одговарајућим културама погођених појединаца, и отпорније на лечење од већине негативних мисли и опсесија. Након неке расправе, могуће је убедити особе да су њихови страхови неосновани. Можда ће бити теже практиковати терапију превенције изложености и одговора (ЕРП) на таквим људима, јер они можда неће бити вољни да сарађују, барем у почетку. Слично начину на који се увид идентификује на континууму, опсесивно-компулзивна уверења су окарактерисана на спектру, у распону од опсесивне сумње до делузивног убеђења. У Сједињеним Државама, прецењена идеја се сматра најсроднијом лошем увиду—посебно када се разматра снага веровања као један од кључних идентификатора идеје. Штавише, озбиљне и честе прецењене идеје се сматрају сличним идеализованим вредностима, које су толико ригидне и важне за погођене особе, да на крају постају дефинитивни идентитет. Код адолесцената пацијената са ОКП, прецењене идеје се сматрају тешким симптомом.
Историјски се сматрало да су прецењене идеје повезане са лошијим исходом лечења код пацијената са ОКП, али се тренутно сматра лошим показатељем прогнозе. Скала прецењених идеја (OVIS) је развијена као поуздана квантитативна метода мерења нивоа прецењених идеја код пацијената са ОКП, а истраживања су показала да су прецењене идеје стабилније за оне са екстремнијим OVIS резултатима.

### Когнитивни перформанс
Иако се некада веровало да је ОКП повезан са натпросечном интелигенцијом, чини се да то није нужно случај. Преглед из 2013. је известио да људи са ОКП понекад могу имати благе, али широке когнитивне дефиците, најзначајније оне који утичу на просторну меморију и у мањој мери на вербалну меморију, течност, извршну функцију и брзину обраде, док слушна пажња није била значајно погођена. Људи са ОКП показују оштећење у формулисању организационе стратегије за кодирање информација, когнитивну флексибилност и моторну и когнитивну инхибицију.
Специфични подтипови димензија симптома код ОКП су повезани са специфичним когнитивним дефицитима. На пример, резултати једне метаанализе која је упоређивала симптоме прања и проверавања показала су да су испитаници који перу били бољи од испитаника који проверавјау у осам од десет когнитивних тестова. Димензија симптома контаминације и чишћења може бити повезана са вишим резултатима на тестовима инхибиције и вербалне меморије.

### Зависност од видео-игара
У априлу 2018, Међународни часопис за истраживање животне средине и јавно здравље објавио је систематски преглед 24 студије које су истраживале повезаност између поремећаја интернет игара (ПИИ) и различитих психопатологија које су откриле значајну корелацију између ПИИ и симптома опсесивно-компулзивног поремећаја у 3 од 4 студије.

### ОКП код деце
Отприлике 1–2% деце је погођено ОКП-ом. Постоји много сличности између клиничке презентације ОКП код деце и одраслих и сматра се веома породичним поремећајем, са фенотипском наследношћу од око 50%. Симптоми опсесивно-компулзивног поремећаја имају тенденцију да се чешће развијају код деце узраста од 10 до 14 година, при чему мушкарци показују симптоме у ранијој доби и на тежем нивоу од жена. Код деце, симптоми се могу груписати у најмање четири типа, укључујући спорадичне и тиком-повезане ОКП.
Дечја верзија Јејл-Браун опсесивно-компулзивна скале (CY-BOCS) је златни стандард за процену педијатријског ОКП. Следи Y-BOCS формат, али са контролном листом симптома која је прилагођена развојној прикладности. Увид у реалност мисли, избегавање, неодлучност, одговорност, свеприсутна спорост и сумња нису укључени у оцену укупне озбиљности. CY-BOCS је показао добру конвергентну валидност са озбиљношћу опсесивно-компулзивног поремећаја коју су оценили клиничари и добром до поштеном дискриминаторном валидношћу мерења блиско повезаних анксиозности, депресије и тежине тика. CY-BOCS скор тоталне озбиљности је важан алат за праћење јер реагује на фармакотерапију и психотерапију. Позитиван одговор на лечење карактерише смањење укупног скора CY-BOCS за 25%, а дијагностичка ремисија је повезана са смањењем скора укупне озбиљности за 45%-50% (или скор <15).
КБТ (когнитивно-бихејвиорална терапија) је третман за благе и умерене случајеве ОКП код деце, док се лекови уз КБТ препоручују за умерене и тешке случајеве. Селективни инхибитори поновног преузимања серотонина (SSRI) су лекови за ОКП код деце са утврђеним AACAP смерницама за дозирање. Лекови поред КБТ интервенције као што је терапија изложености и одговора су се показали кориснијим него сама употреба лекова у лечењу ОКП код деце.

### Повезани поремећаји
Људима са ОКП-ом могу бити дијагностикована и друга стања, као што су опсесивно-компулзивни поремећај личности, велики депресивни поремећај, биполарни поремећај, генерализовани анксиозни поремећај, анорексија нервоза, социјални анксиозни поремећај, булимија нервоза, Туретов синдром, опсесија трансформације, аутизам, АДХД, дерматиломанија и трихотиломанија. Више од 50% људи са ОКП има суицидалне тенденције, а 15% је покушало самоубиство. Депресија, анксиозност и претходни покушаји самоубиства повећавају ризик од будућих покушаја самоубиства.
Утврђено је да између 18 и 34% жена које тренутно имају ОКП има позитиван резултат на инвентару који мери поремећен начин исхране. Друга студија је открила да 7% вероватно има поремећај у исхрани, док је трећа открила да мање од 5% мушкараца има ОКП и поремећај у исхрани.
Утврђено је да особе са ОКП имају значајно већу стопу утицаја поремећаја одложене фазе спавања него контролна група. Штавише, тешки симптоми ОКП су доследно повезани са већим поремећајем сна. Смањено укупно време спавања и ефикасност спавања примећени су код људи са ОКП, са одложеним почетком и померањем спавања.
Нека истраживања су показала везу између зависности од дрога и ОКП. На пример, постоји већи ризик од зависности од дрога међу онима са било којим анксиозним поремећајем, вероватно као начин суочавања са повећаним нивоом анксиозности. Међутим, зависност од дрога међу људима са ОКП може бити компулзивно понашање. Депресија је такође изузетно распрострањена међу људима који болују од ОКП-а. Једно објашњење за високу стопу депресије међу популацијама ОКП-а су поставили Минека, Вотсон и Кларк (1998), који су објаснили да се људи са ОКП, или било којим другим поремећајем анксиозности, могу осећати као да су „ван контроле“.
Неко ко показује знаке ОКП не мора нужно имати ОКП. Понашања која се представљају као опсесивно-компулзивна могу се наћи и у бројним другим стањима, укључујући опсесивно-компулзивни поремећај личности (ОКПЛ), поремећај аутистичног спектра (ПАС) или поремећаје у којима је персеверација могућа карактеристика (АДХД, ПТСП, телесни поремећаји или стереотипно понашање). Неки случајеви ОКП-а показују симптоме типично повезане са Туретовим синдромом, као што су компулзије које могу изгледати као моторички тикови; ово је названо ОКП повезан са тиковима или Туретов ОКП.
ОКП се често јавља коморбидно са биполарним поремећајем и великим депресивним поремећајем. Између 60 и 80% оних са ОКП доживи велику депресивну епизоду током свог живота. Стопе коморбидитета су пријављене између 19 и 90%, као резултат методолошких разлика. Између 9-35% оних са биполарним поремећајем такође има ОКП, у поређењу са 1-2% у општој популацији. Око 50% оних са ОКП доживљава циклотимичне особине или хипоманичне епизоде. ОКП је такође повезан са анксиозним поремећајима. Доживотни коморбидитет за ОКП је пријављен на 22% за специфичну фобију, 18% за социјални анксиозни поремећај, 12% за панични поремећај и 30% за генерализовани анксиозни поремећај. Стопа коморбидитета за ОКП и АДХД је пријављена на чак 51%.
Листа најчешћих опсесија и компулзија.
|                                                   | Опсесије | Компулзије |
| ------------------------------------------------- | --- | --- |
| Повреде, насиље, агресија или природне катастрофе | - сталне мисли да ће повредити себе или друге људе (нпр када је у близини оштрих предмета или прозора...) - страх да уколико не уради ритуале десиће се земљотрес или поплава... | - стално проверавање да ли су закључана врата, затворени прозори, угашен штедњак... - проверавање да ли су повредили себе или друге људе - проверавање да ли се нешто лоше десило                                     |
| Симетрија, ред, уређивање, понављање              | - потреба да све буде симетрично или уједначено - потреба да ствари буду савршене или „баш како треба“                                                                           | - уређивање предмета више пута све док нису симетрични - бројање плочица на поду, књига у књижари, цигли у зиду и сл. - додиривање нечега одређени број пута на десној, потом на левој страни                         |
| Сексуалне и религиозне                            | - забрањене или неодговарајуће сексуалне мисли, слике или импулси - екстремна забринутост да ће починити грех или урадити нешто неморално                                        | - избегавање неких активности, људи, места како би се спречила појава сексуалних или религиозних опсесија - потреба да се понављају неке радње да би се спречиле опсесије - тихо бројање, понављање фраза или молитве |
| Сакупљање и гомилање                              | - страх да се баце безвредне ствари јер верују да ће им требати у будућности - немогућност бацања предмета                                                                       | - собе препуне празних флаша, новина, конзерви и сл. - сакупљање одређених предмета са улице или сметлишта |
| Запрљаност, болест, повреде                       | - страх од „контаминације“ прљавштином, бубама, пљувачком, урином, фецесом, инсектима, радијацијом, токсичним отпадом и сл.                                                      | - прање руку, туширање претерана употреба сапуна, тоалет папира, шампона - избегавање да додирну неке људе, предмете, животиње из страха од контаминације                                                             |

## Узроци
Узрок ОКП је непознат. Верује се да и еколошки и генетски фактори играју улогу. Фактори ризика укључују историју негативних искустава из детињства или друге догађаје који изазивају стрес.

### ОКП изазван лековима
Неки лекови, излагање токсинима и лекови, као што су метамфетамин или кокаин, могу изазвати опсесивно-компулзивне симптоме код људи без историје ОКП. Атипични антипсихотици као што су оланзапин и клозапин могу изазвати ОКП код неких људи, посебно код особа са схизофренијом.
Дијагностички критеријуми укључују:
1. Општи симптоми ОКП (опсесије, компулзије, чупање коже, чупање косе, итд.) који су се развили убрзо након излагања супстанци или лековима који могу изазвати такве симптоме.
2. Појава симптома се не може објаснити опсесивно-компулзивним и сродним поремећајем који није изазван супстанцама/медикаментима и треба да траје дужи временски период (око 1 месец)
3. Овај поремећај се не јавља само током делиријума.
4. Клинички изазива узнемиреност или оштећење у друштвеним, професионалним или другим важним областима функционисања.[126][127][128][129][130]

### Генетика
Чини се да постоје неке генетске компоненте узрочности ОКП-а, при чему су једнојајчани близанци чешће погођени од двојајчаних. Штавише, већа је вероватноћа да ће особе са ОКП имати чланове породице првог степена који показују исте поремећаје него подударне контролне групе. У случајевима у којима се ОКП развија током детињства, постоји много јача породична веза у поремећају него у случајевима у којима се ОКП развија касније у одраслом добу. Генерално, генетски фактори чине 45–65% варијабилности симптома ОКП код деце којој је дијагностикован овај поремећај. Студија из 2007. године пронашла је доказе који подржавају могућност наследног ризика за ОКП. Верује се да је ОКП хетерогени поремећај.
Истраживања су открила да постоји генетска корелација између анорексије нервозе и ОКП, што указује на јаку етиологију.  Рођаци из првог и другог степена са ОКП имају већи ризик од развоја анорексије нервозе како се генетска повезаност повећава.
Пронађена је мутација у гену транспортера хуманог серотонина hSERT у неповезаним породицама са ОКП.
Систематски преглед је открио да, иако ниједан алел уопште није био повезан са ОКП, код белаца, алел L је био повезан са ОКП. Друга мета-анализа је приметила повећан ризик код оних са хомозиготним S алелом, али је открила да је LS  генотип обрнуто повезан са ОКП.
Студија асоцијације која обухвата читав геном открила је да је ОКП повезан са полиморфизмом једног нуклеотида (SNP) у близини BTBD3 и два SNP-а у DLGAP1 у трио заснованој анализи, али ниједан SNP није достигао значај када се анализира са подацима о контроли случајева.
Једна мета-анализа је открила малу, али значајну повезаност између полиморфизма код SLC1A1 и ОКП.
Однос између ОКП и катехол-О-метилтрансферазе (COMT) је недоследан, при чему је једна мета-анализа известила о значајној повезаности, додуше само код мушкараца, а друга мета анализа није показала никакву повезаност.
Еволуциони психолози су претпоставили да су умерене верзије компулзивног понашања могле имати еволутивне предности. Примери би били умерена стална провера хигијене, огњишта или окружења због непријатеља. Слично томе, гомилање је можда имало еволутивне предности. Према овом мишљењу, ОКП може бити екстремни статистички реп таквог понашања, вероватно резултат великог броја предиспонирајућих гена.

### Мождана структура и функционисање
Студије неуроимиџинга су показале разлике у фронталном кортексу и субкортикалним структурама мозга код пацијената са ОКП. Чини се да постоји веза између симптома ОКП и абнормалности у одређеним деловима мозга, али таква веза није јасна. Неки људи са ОКП имају подручја неуобичајено високе активности у мозгу или ниске нивое хемијског серотонина, који је неуротрансмитер који неке нервне ћелије користе да комуницирају једна са другом, и сматра се да је укључен у регулисање многих функција, утичући на емоције, расположење, памћење и сан.

### Аутоимуне болести
Контроверзна хипотеза је да неки случајеви брзог почетка ОКП код деце и адолесцената могу бити узроковани синдромом повезаним са стрептококним инфекцијама групе А (GABHS), познатим као педијатријски аутоимуни неуропсихијатријски поремећаји повезани са стрептококним инфекцијама (PANDAS). Претпоставља се да се ОКП и тикови јављају у подгрупи деце као резултат аутоимуног процеса након стрептокока. PANDAS хипотеза је непотврђена и неподржана подацима и предложене су две нове категорије: PANS (педијатријски неуропсихијатријски синдром акутног почетка) и CANS (акутни неуропсихијатријски синдром у детињству). CANS и PANS хипотезе укључују различите могуће механизме који леже у основи неуропсихијатријских стања акутног почетка, али не искључују GABHS инфекције као узрок у подскупини појединаца. PANDAS, PANS и CANS су фокус клиничких и лабораторијских истраживања, али остају недоказани. Да ли је ПАНДАС посебан ентитет који се разликује од других случајева поремећаја тикова или ОКП-а, остаје предмет расправе.
Прегледом студија које су испитивале антитела базалних ганглија код ОКП је утврђен повећан ризик код оних са ОКП у односу на општу популацију.

### Средина
ОКП може бити чешћи код људи који су били малтретирани, злостављани или занемарени, а понекад почиње након значајног животног догађаја, као што је порођај или жаљење. У неким студијама је објављено да постоји веза између траума из детињства и опсесивно-компулзивних симптома. Потребно је више истраживања да би се овај однос боље разумео.

## Прогноза
Квалитет живота је смањен у свим доменима ОКП. Док психолошки или фармаколошки третман може довести до смањења симптома ОКП и повећања пријављеног квалитета живота, симптоми могу да перзистирају на умереним нивоима чак и након адекватних курсева лечења, а периоди потпуно без симптома су неуобичајени. У педијатријском ОКП, око 40% и даље има поремећај у одраслом добу, а око 40% се квалификује за ремисију. Ризик од најмање једног коморбидног поремећаја личности код ОКП је 52%, што је највише међу анксиозним поремећајима и у великој мери утиче на његово управљање и прогнозу.

### Развој
Почетак је генерално постепен током неколико месеци, ређе изненадан током неколико недеља. Опсесивне теме код исте особе су најчешће стабилне, али се могу променити.
ОКП који почиње у детињству или адолесценцији чешће је повезан са тиковима и вероватније је да ће касније развити нападе панике, поремећаје у исхрани и опсесивно-компулзивни поремећај личности. Код оних са каснијим почетком изгледа да су изазвани значајним или стресним ситуацијама или догађајима, као што су трудноћа или порођај.
Поремећај се ретко спонтано лечи. Развија се у хронично стање са флуктуацијама често повезаним са опасностима свакодневног живота. Фазе погоршања су повезане са временима бриге, бола или стреса; Фазе побољшања су повезане са повољним догађајима и ситуацијама: одморима, променом животног окружења, мотивишућим активностима у слободно време, спортом и/или сексуалним односима...
Ова хроничност резултира неколико нивоа озбиљности: код благог ОКП-а субјект може да испуни своје социо-професионалне обавезе, али по цену свакодневних тешкоћа. У веома тешким облицима, особа више нема никакву слободу, потпуно је заробљена у својим симптомима, остаје у потпуној друштвеној и породичној изолацији.

## Дијагноза
Формалну дијагнозу може обавити психолог, психијатар, клинички социјални радник или други лиценцирани стручњак за ментално здравље. ОКП, као и други поремећаји менталног и бихејвиоралног здравља, не могу се дијагностиковати медицинским прегледом, нити постоје медицински прегледи који могу предвидети да ли ће неко постати жртва такве болести. Да би се дијагностиковао ОКП, особа мора имати опсесије, компулзије или оба, према Дијагностичком и статистичком приручнику за менталне поремећаје (DSM). DSM напомиње да постоји више карактеристика које могу претворити опсесије и компулзије из нормализованог понашања у "клинички значајне". Морају постојати понављајуће јаке мисли или импулзивне мисли које задиру у свакодневни живот пацијената и изазивају приметне нивое анксиозности.
Ове мисли, импулси или слике су степена или типа који је изван нормалног опсега брига о конвенционалним проблемима. Особа може покушати да игнорише или потисне такве опсесије, неутралише их другом мишљу или радњом или покуша да рационализује своју анксиозност. Људи са ОКП имају тенденцију да препознају своје опсесије као ирационалне.
Компулзије постају клинички значајне када се особа осећа мотивисаном да их изведе као одговор на опсесију или у складу са правилима која се морају строго примењивати и када особа последично осећа или изазива значајну невољу. Стога, док многи људи који немају ОКП могу да обављају радње које су често повезане са ОКП (као што је наручивање предмета у остави по висини), разлика са клинички значајном ОКП лежи у чињеници да особа са ОКП мора да изврши ове радње како би избегла значајну психичку нелагоду. Ова понашања или ментални чинови имају за циљ превенцију или смањење стреса или спречавање неког страшног догађаја или ситуације; међутим, ове активности нису логично или практично повезане са темом, или су претеране.
Штавише, опсесије или компулзије морају бити дуготрајне, да често заузимају више од једног сата дневно или да узрокују оштећење у друштвеном, професионалном или школском функционисању. Корисно је квантификовати тежину симптома и оштећења пре и током лечења ОКП. Поред процене особе о времену проведеном сваког дана у гајењу опсесивно-компулзивних мисли или понашања, конкретни алати се могу користити за процену стања особе. Ово се може урадити помоћу скала процене, као што је Јејл-Браун скала (Y-BOCS; оцена стручњака) или опсесивно-компулзивна скала (OCI-R; самооцењивање). Са оваквим мерењима, психијатријска консултација се може адекватније одредити, пошто је стандардизована.
Што се тиче дијагнозе, здравствени радник такође настоји да се увери да знаци опсесије и компулзије нису резултат лекова, који се издају на рецепт или рекреативно, које пацијент можда узима.
Постоји неколико врста опсесивних мисли које се често налазе код особа са ОКП. Неки од њих укључују страх од микроба, повређивање вољених, срамоту, уредност, друштвено неприхватљиве сексуалне мисли итд. У оквиру ОКП, ове специфичне категорије се често дијагностикују у сопствени тип ОКП.
ОКП се понекад ставља у групу поремећаја који се називају опсесивно-компулзивни спектар.
Други критеријум у ДСМ-у је да се ментална болест особе не уклапа боље у једну од других категорија менталног поремећаја. Односно, када би се опсесије и компулзије пацијента могле боље описати трихотиломанијом, не би се дијагностиковала као ОКП. Имајући то у виду, ОКП често иде руку под руку са другим менталним поремећајима. Због тога се може истовремено дијагностиковати више менталних поремећаја.
Различити аспект дијагноза је степен увида који појединац има у погледу истинитости опсесија. Постоје три нивоа, добар/фер, лош и одсутан/делузиван. Добро/фер указује на то да је пацијент свестан да опсесије које има нису тачне или да вероватно нису тачне. Лоше указује на то да пацијент верује да су њихова опсесивна уверења вероватно истинита. Одсутан/делузиван указује на то да у потпуности верују да су њихове опсесивне мисли истините. Приближно 4% или мање особа са ОКП ће бити дијагностиковано као одсутан/делузиван. Поред тога, чак 30% оних са ОКП-ом такође има доживотни поремећај тикова, што значи да им је у неком тренутку у животу дијагностикован тиковни поремећај.
У последњих неколико деценија дошло је до значајног напретка и од 2022. године постоји статички значајно побољшање у дијагностичком процесу за особе са ОКП. Једна студија је открила да су од две групе, једне са учесницима млађим од 27,25 година и једне са учесницима старијим од тог узраста, они у млађој групи искусили значајно краће време између појаве ОКП и њихове формалне дијагнозе.

### Диференцијална дијагноза
ОКП се често меша са посебним стањем опсесивно-компулзивног поремећаја личности (ОКПЛ). ОКП је егодистонски, што значи да је поремећај некомпатибилан са самопоимањем појединца. Како се егодистонски поремећаји противе самопоимању особе, они имају тенденцију да изазову много нелагодности. ОКПЛ је, с друге стране, егосинтоничан, обележен прихватањем особе да су карактеристике и понашања приказани као резултат компатибилни са њиховом сликом о себи, или су на други начин прикладни, тачни или разумни.
Као резултат тога, људи са ОКП-ом су често свесни да њихово понашање није рационално и незадовољни су својим опсесијама, али се ипак осећају принуђеним на њих. Насупрот томе, људи са ОКПЛ-ом нису свесни ничега ненормалног; спремно ће објаснити зашто су њихови поступци рационални. Обично их је немогуће убедити у супротно и они имају тенденцију да извлаче задовољство из својих опсесија или компулзија.
Као посебан проблем и честу замку у диференцијалној дијагностици и неуспешном препознавању и дијагностиковању ОКП представљају следећи поремећаји, који се често срећу код пацијената, и које треба имати у виду:
- Велики депресивни поремећај (30-70%)
- Панични поремећај (14%, 35%)
- Телесна дисфорија (14,5%)
- Генерализовани анксиозни поремећај (20%)
- Социјална фобија и једноставна фобија (24%)
- АДХД
- Туретов синдром (5-7%)
- Други тиковни поремећаји (20-30%)
- Трихотиломанија
- Неуродерматитис
- Идиопатски тортиколис
- Болести зависности
- Поремећаји у исхрани

## Третман
Когнитивно-бихејвиорална терапија (КБТ) и психотропни лекови су прва линија терапије за ОКП.

### Терапија
У когнитивно-бихејвиоралној терапији (КБТ), од пацијената са ОКП се тражи да превазиђу наметљиве мисли тако што се не препуштају никаквим компулзијама. Уче их да ритуали одржавају опсесивно-компулзивни поремећај јаким, док њихово неизвршавање доводи до слабљења опсесивно-компулзивног поремећаја. Овај став је поткрепљен обрасцем неповерења у сећање; што се чешће компулзије понављају, то је поверење у памћење ослабљено и овај циклус се наставља како неповерење у памћење повећава учесталост компулзије.
Једна специфична КБТ техника која се користи назива се превенција изложености и одговора (ЕРП), која подразумева подучавање особе да намерно дође у контакт са ситуацијама које покрећу опсесивне мисли и страхове (изложеност), без извршавања уобичајених компулзивних радњи повезаних са опсесијом (превенција одговора). Ова техника узрокује да пацијенти постепено науче да толеришу нелагодност и анксиозност повезану са неизвршавањем својих компулзија. За многе пацијенте, ЕРП је додатни третман избора када селективни инхибитори поновног преузимања серотонина (SSRI) или инхибитори поновног преузимања серотонина и норепинефрина (SNRI) не лече ефикасно симптоме ОКП, или обрнуто, код особа које започињу лечење психотерапијом. Ова техника се сматра супериорнијом од других због недостатка употребе лекова. Међутим, до 25% пацијената ће прекинути лечење због тежине својих тикова. КБТ обично траје од 12 до 16 сесија, а домаћи задаци се задају пацијенту између састанака са терапеутом. Модалитети се разликују у ЕРП третману, али су и програми лечења засновани на виртуелној стварности, као и програми лечења без вођења рачунаром, показали ефикасне резултате у програмима лечења.
На пример, од пацијента се може затражити да додирне нешто врло благо контаминирано (изложеност) и да опере руке само једном након тога (превенција реакције). Други пример би могао да подразумева тражење од пацијента да напусти кућу и провери браву само једном (излагање), без поновног враћања на проверу (спречавање одговора). Након успеха у једној фази лечења, ниво нелагодности пацијента у фази излагања може се повећати. Када је ова терапија успешна, пацијент ће се брзо навикнути на ситуацију која изазива анксиозност, откривајући значајан пад нивоа анксиозности.
ЕРП има јаку базу доказа и сматра се најефикаснијим третманом за ОКП. Међутим, ову тврдњу су 2000. године довели у питање неки истраживачи, који су критиковали квалитет многих студија. Иако ЕРП може довести већину клијената до побољшања, многи не достижу ремисију или постају асимптоматични; неки терапеути такође оклевају да користе овај приступ.
Терапија прихватања и посвећености (ACT), новија терапија која се такође користи за лечење анксиозности и депресије, такође се показала ефикасном у лечењу опсесивно-компулзивног поремећаја (ОКП). ACT користи стратегије прихватања и пажње како би научио пацијенте да не претерују у реакцијама или избегавају непријатне мисли и осећања, већ да се „крећу ка вредном понашању“.
Терапија заснована на закључивању (IBT) је облик когнитивне терапије посебно развијен за лечење ОКП. Терапија претпоставља да особе са ОКП стављају већи нагласак на замишљену могућност него на оно што се може опажати чулима и мешају замишљену могућност са стварношћу, у процесу који се назива инференцијална конфузија. Према терапији заснованој на закључивању, опсесивно размишљање се јавља када особа замени стварност и стварне вероватноће замишљеним могућностима. Циљ терапије засноване на закључивању је да преоријентише клијенте ка поверењу у чула и повезивању са стварношћу на нормалан, начин без напора. Представљају се разлике између нормалних и опсесивних сумњи и клијенти се подстичу да користе своја чула и расуђивање као што то чине у ситуацијама које нису опсесивно-компулзивни поремећај. Истраживање когнитивно-бихејвиоралне терапије засноване на закључивању (I-CBT) сугерише да она може довести до побољшања за особе са ОКП.
За понављајућа понашања усмерена на тело, као што су трихотиломанија (чупање косе), чачкање коже и онихофагија (грицкање ноктију), препоручују се бихевиоралне интервенције као што су тренинг за обнављање навика и раздвајање за лечење компулзивних понашања.
Кокрејнов преглед из 2007. године открио је да су психолошке интервенције изведене из КБТ модела, као што су ЕРП, АЦТ и ИБТ, биле ефикасније од интервенција које нису КБТ. Други облици психотерапије, као што су психодинамика и психоанализа, могу помоћи у управљању неким аспектима поремећаја. Међутим, Америчко психијатријско удружење (АПА) је 2007. године приметило недостатак контролисаних студија које показују њихову ефикасност „у суочавању са основним симптомима ОКП“. За понављајућа понашања усмерена на тело, препоручују се бихевиоралне интервенције као што су тренинг за преокретање навика и раздвајање.
Психотерапија у комбинацији са психијатријским лековима може бити ефикаснија од било које опције појединачно за особе са тешким опсесивно-компулзивним поремећајем (ОКП). ЕРП у комбинацији са обнављањем телесне тежине и инхибиторима поновног преузимања серотонина показао се најефикаснијим у истовременом лечењу ОКП и поремећаја у исхрани.

### Лекови
Лекови који се најчешће користе за лечење ОКП су антидепресиви, укључујући селективне инхибиторе поновног преузимања серотонина (SSRI) и инхибиторе поновног преузимања серотонина и норепинефрина (SNRI). ССРИ као што су сертралин и флуоксетин су ефикасни у лечењу ОКП код деце и адолесцената. Међутим, сам ЕРП може бити једнако ефикасан као ЕРП у комбинацији са ССРИ за симптоме ОКП.
ССРИ су терапија друге линије за ОКП код одраслих са благим функционалним оштећењем и као терапија прве линије за оне са умереним или тешким оштећењем. Код деце, ССРИ се могу сматрати терапијом друге линије код оних са умереним до тешким оштећењем, уз пажљиво праћење психијатријских нежељених ефеката. Пацијенти лечени ССРИ-има имају око два пута већу вероватноћу да реагују на лечење него они лечени плацебом, тако да се овај третман квалификује као ефикасан. Ефикасност је доказана и у краткорочним (6–24 недеље) испитивањима лечења и у испитивањима прекида терапије у трајању од 28–52 недеље.
Кломипрамин, лек који припада класи трицикличних антидепресива, делује једнако добро као SSRI, али има већу стопу нежељених ефеката. Показало се да је кломипрамин вероватно ефикаснији од плацеба.
Године 2006, смернице Националног института за здравље и изврсност у нези (NICE) препоручиле су аугментативне антипсихотике друге генерације (атипичне) за ОКП отпоран на лечење. Атипични антипсихотици нису корисни када се користе сами и нема доказа који подржавају употребу антипсихотика прве генерације. Конкретно за лечење ОКП, постоје прелиминарни докази за рисперидон и недовољни докази за оланзапин. Кветиапин није бољи од плацеба у погледу примарних исхода, али су пронађени мали ефекти у смислу Y-BOCS резултата. Ефикасност кветиапина и оланзапина је ограничена недовољним бројем студија. У прегледном чланку из 2014. године пронађене су две студије које су показале да је арипипразол „ефикасан краткорочно“ и утврђено је да „постоји мали ефекат рисперидона или антипсихотика уопште краткорочно“; Међутим, аутори студије нису пронашли „никакве доказе о ефикасности кветиапина или оланзапина у поређењу са плацебом“. Иако кветиапин може бити користан када се користи поред SSRI/SNRI код ОКП отпорних на лечење, ови лекови се често лоше подносе и имају метаболичке нежељене ефекте који ограничавају њихову употребу. Смернице Америчког психолошког удружења сугеришу да се декстроамфетамин може размотрити самостално након што се покушају боље подржани третмани.

### Процедуре
Утврђено је да је електроконвулзивна терапија ефикасна у неким тешким и рефракторним случајевима. Транскранијална магнетна стимулација показала је терапеутске користи у ублажавању симптома.
Хируршка интервенција може се користити као последње средство код људи чије се стање не побољшава другим третманима. У овој процедури, хируршка лезија се прави у одређеном делу мозга (цингуларни кортекс). У једној студији, 30% учесника је имало значајне користи од ове процедуре. Дубока стимулација мозга и стимулација вагусног нерва су могуће хируршке опције које не захтевају уништавање можданог ткива. Међутим, пошто дубока стимулација мозга резултира тако тренутном и интензивном променом, појединци могу након тога искусити проблеме са идентитетом. У Сједињеним Државама, Америчка агенција за храну и лекове (FDA) одобрила је дубоку стимулацију мозга за лечење опсесивно-компулзивног поремећаја (ОКП) под изузећем за хуманитарни уређај, захтевајући да се процедура изводи само у болници са посебним квалификацијама за то.
У Сједињеним Државама, психохирургија за ОКП је третман последње опсесије и неће се изводити док особа не прође неколико покушаја лечења лековима (у пуној дози) са аугментацијом, и више месеци интензивне когнитивно-бихејвиоралне терапије са излагањем и превенцијом ритуала/реаговања. Слично томе, у Уједињеном Краљевству, психохирургија се не може изводити осим ако није спроведен курс лечења код одговарајуће квалификованог когнитивно-бихејвиоралног терапеута.

### Деца
Терапеутски третман може бити ефикасан у смањењу ритуалног понашања ОКП код деце и адолесцената. Слично лечењу одраслих са ОКП, когнитивно-бихејвиорална терапија, заједно са терапијом излагања и превенције одговора (ЕРП), представља ефикасну и валидирану прву линију лечења ОКП код деце. Укључивање породице, у облику посматрања и извештаја о понашању, кључна је компонента успеха таквих третмана. Родитељске интервенције такође пружају позитивно појачање детету које показује одговарајуће понашање као алтернативу компулзивним реакцијама. У недавној мета-анализи лечења ОКП код деце заснованог на доказима, индивидуална КБТ усмерена на породицу означена је као „вероватно ефикасна“, чиме се успоставља као један од водећих психосоцијалних третмана за младе са ОКП.
Након једне или две године терапије, током које дете учи природу своје опсесије и усваја стратегије за суочавање, може стећи већи круг пријатеља, показивати мање стидљивости и постати мање самокритично. Испитивања су показала да деца и адолесценти са ОКП треба да започну лечење комбинацијом КБТ са селективним инхибитором поновног преузимања серотонина или само КБТ, уместо само са ССРИ. Систематски преглед литературе из 2024. године показао је да комбиновање ЕРП терапије са селективним инхибиторима поновног преузимања серотонина може побољшати исходе лечења у поређењу са употребом само ССРИ. ЕРП терапија се може спроводити у ординацији или путем телездравља, јер није било статистички значајне разлике у ефикасности, као што је показано у AHRQ студији.
Иако познати узроци ОКП код млађих старосних група варирају од абнормалности мозга до психолошких преокупација, животни стрес попут малтретирања и трауматских породичних смрти такође може допринети случајевима ОКП у детињству, а признавање ових стресора може играти улогу у лечењу поремећаја.

## Епидемиологија
Учесталост
Према бројним епидемиолошким истраживањима, опсесивно-компулзивни поремећај (ОКП) данас спада у један од најчешћих неуротских поремећаја од којег пати око 2,5% човечанства (од 1,7 до 4%). Према извештајима америчког Националног института за ментално здравље, око два милиона (према другим изворима три милиона) Американаца пати од опсесивно-компулзивног поремећаја. Развојем дијагностике значајно се повећао број новооткривених појединаца са тим поремећајем, али је и развитком нових метода лечења и бољом едукацијом пацијената повећан и број излечених.
Раса и националност
Опсесивно-компулзивни поремећај има сличну преваленцу код различитих раса и националности, иако специфична патолошка преокупација у појединим културама и религијама може повећати проценат оних са ОКП (на пример, осећај кривње због бласфемије чешћи је код религиозних католика и ортодоксних Јевреја).
Полне разлике
Опсесивно-компулзивни поремећај се са подједнаком учесталошћу јавља код мушкараца и жена. Први симптоми поремећаја се у просеку нешто раније уочавају код мушкараца (углавном у детињству или адолесценцији) него код жена (у раним двадесетим годинама). Зато се код неких жена ОКП јавља и током трудноће, иако се симптоми ОКП-а код већ оболелих трудница могу и погоршати. Погоршање симптома налазимо и током предменструалног периода код жена.
Старост
Први симптоми поремећаја се код оба пола обично јављају у детињству (око десете године живота) или у раном одраслом добу(у средњим двадесетим годинама). Није необично да се обољење јави и код детета млађег од пет година. Симптоми ОКП-а се изузетно ретко јављају код лица старијих од 35 година. Основни симптоми су осећање присиле, борба против наметнутих мисли и радњи и свест о нелогичности и бесмислености симптома.
„У зависности од узраста разликују се и начини којима се особа бори против наметнутог. Деца у млађим узрастима нису свесна бесмислености присилних симптома којима се бране од стрепње. Нешто старија деца свесна су тога и боре се, показују отпор. Адолесценти предузимају и извесне противмере како би се одбранили, док одрасле особе почињу да избегавају ситуације које би могле изазвати принудну радњу или мисао. Ово даље води умањењу радног функционисања, кретања и општења са другима. Јављају се осећања стида, кривице и неприлагођености што уме да одведе у отуђење од читавог света због своје необичности“.
Морталитет
Један од водећих узрока смрти пацијената са ОКП је самоубиство. Процене указују да је чак 10% пацијената са ОКП покушало самоубиство у адолесцентним или одраслим годинама живота.

## Историја
Плутарх, старогрчки филозоф и историчар, описује старог римског човека који је вероватно имао скрупулозност, што би могло бити симптом ОКП или ОКПЛ. Овај човек је описан како „бледи под својом цветном круном“, моли се „поколебаним гласом“ и разбацује „тамјан дрхтавим рукама“.
У 7. веку нове ере, Јован Лествичник бележи пример младог монаха који је мучен сталним и огромним „искушењима богохуљења“ који се консултовао са старијим монахом, који му је рекао: „Сине мој, преузимам на себе све грехе на које су те та искушења навела, или могу да те наведу, да починиш било шта."‍:212 Облак непознатог, хришћански мистични текст из касног 14. века, препоручује да се игноришу понављајуће опсесије, и, ако то не успе, "сакријте се од њих као бедник и кукавица савладан у борби и сматрајте да је губитак времена борити се против њих". Данас је ова техника позната као емоционална поплава.‍:213
Абу Зејд ел Балхи, исламски полиматичар из 9. века, вероватно је био први који је класификовао ОКП у различите типове и био пионир когнитивно бихејвиоралне терапије, на начин јединствен за његово доба и који није био популаран у грчкој медицини. У својој медицинској расправи под насловом Одржавање тела и душе, Ал-Балхи описује опсесије специфичне за овај поремећај као „Досадне мисли које нису стварне. Ове наметљиве мисли спречавају уживање у животу и обављање свакодневних активности. Оне утичу на концентрацију и ометају способност обављања различитих задатака.“ Као третман, Ал-Балхи је предлаже позитивну мисаону терапију.
Од 14. до 16. века у Европи се веровало да су људи који су искусили богохулне, сексуалне или друге опсесивне мисли опседнути ђаволом.‍:213 На основу овог резоновања, лечење је подразумевало протеривање „зла“ из „опседнуте“ особе путем егзорцизма. Огромна већина људи који су мислили да су опседнути ђаволом нису имали халуцинације или друге „спектакуларне симптоме“ већ су се „жалили на анксиозност, религиозне страхове и зле мисли.“‍:213 Године 1584, жену из Кента, Енглеска, по имену госпођа Дејви, мировни суд је описао као "добру жену", али замало није била запаљена на ломачи 1584. године, јер је признала да је искусила сталне, нежељене пориве да убије своју породицу.‍:213
Енглески термин опсесивно-компулзивни настао је као превод немачког Zwangsvorstellung (опсесија) који је Карл Вестфал користио у првим концептима ОКП. Вестфалов опис је утицао на Пјера Жанеа, који је даље документовао карактеристике ОКП. Почетком 1910-их, Сигмунд Фројд је приписао опсесивно-компулзивно понашање несвесним сукобима који се манифестују као симптоми. Фројд описује клиничку историју типичног случаја "фобије додиривања" као почетак у раном детињству, када особа има снажну жељу да додирне неки предмет. Као одговор, особа развија "спољну забрану" против ове врсте додиривања. Међутим, ова „забрана не успева да укине“ жељу за додиром; све што може да уради је да потисне жељу и „утера је у несвесно“. Фројдијанска психоанализа је остала доминантан третман за ОКП до средине 1980-их, иако су медицински и терапијски третмани били познати и доступни, јер се широко веровало да ће ови третмани бити штетни по ефикасност психотерапије.‍:210–211 Приступ се променио и практичари су почели да лече ОКП првенствено медицином и практичном терапијом, а не психоанализом.‍:210
Један од првих успешних третмана опсесивно-компулзивног поремећаја, превенције изложености и одговора, појавио се током 1960-их, када је психолог Виц Меиер изложио два хоспитализована пацијента ситуацијама које изазивају анксиозност, истовремено их спречавајући да врше било какве компулзије. На крају, ниво анксиозности оба пацијента је пао на нивое којима се може управљати. Мајер је ову процедуру осмислио из своје анализе гашења страха код животиња путем поплава. Успех ЕРП-а, клинички и научно, сумирао је као „спектакуларан“ истакнути истраживач ОКП Стенли Рахман деценијама након Мејеровог стварања методе.
Психијатар Хуан Хосе Лопез-Ибор је 1967. известио да је лек кломипрамин ефикасан у лечењу ОКП. Уследили су многи извештаји о његовом успеху у лечењу и неколико студија је потврдило његову ефикасност до 1980-их. Међутим, кломипрамин је касније замењен новим ССРИ развијеним 1970-их, као што су флуоксетин и сертралин, за које се показало да имају мање нежељених ефеката.
Опсесивно-компулзивни симптоми су се погоршали током раних фаза пандемије ЦОВИД-19, посебно код особа са ОКП-ом повезаним са контаминацијом.

### Познати случајеви
Џон Банијан (1628–1688), аутор Ходочасничког прогреса, показао је симптоме ОКП (који још нису били именовани). Током најтежег периода свог стања, он би изнова и изнова промрмљао исту фразу себи у браду док би се љуљао напред-назад.‍:53–54 Касније је описао своје опсесије у својој аутобиографији Граце Абоундинг то  the Цхиеф of Синнерс, рекавши: „Ове ствари могу другима изгледати смешне, чак као што су саме по себи биле смешне, али су биле најсмешније и мени. размишљања."‍:53–54 Написао је два памфлета у којима саветује оне са сличним анксиозностима.‍:217–218 У једном од њих он упозорава да се не упуштате у компулзије: „Побрините се да своју невољу духа одложите на погрешан начин: обећавајући да ћете се реформисати својим животом и водити нови живот или водити нови начин живота. дужности."‍:217–218
Британски песник, есејиста и лексикограф Семјуел Џонсон (1709–1784) је такође имао ОКП. Имао је разрађене ритуале за прелажење прагова улазних врата и више пута је ишао горе-доле степеницама бројећи степенице.‍:54–55  Док је пролазио, додиривао би сваки стуб на улици, само стао усред поплочаног камена и више пута обављао задатке као да први пут нису урађени како треба.‍:55
„Човек пацов”, правим именом Ернст Ланцер, пацијент Сигмунда Фројда, патио је од онога што се тада називало „опсесивна неуроза”. Ланцерову болест је најпознатије окарактерисао образац узнемирујућих наметљивих мисли у којима се плашио да ће његов отац или пријатељица бити подвргнути наводној кинеској методи мучења у којој ће пацови бити подстакнути да изгризу свој пут из тела жртве врућим жарачем.
Амерички авијатичар и режисер Хауард Хјуз је имао ОКП, првенствено опсесивни страх од микроба и контаминације. Хјузови пријатељи су такође помињали његову опседнутост мањим недостацима у одећи. Ово је пренето у Авијатичар (2004), филмској биографији Хјуза.
Енглески кантаутор Џорџ Езра отворено је говорио о својој доживотној борби са ОКП, посебно пре свега примарним опсесивно-компулзивним поремећајем.
Познато је да шведска климатска активисткиња Грета Тунберг такође има ОКП.
Амерички глумац Џејмс Спејдер такође је говорио о свом ОКП. Године 2014, када је интервјуисан за Rolling Stone, рекао је: "Ја сам опсесивно-компулсиван. Имам веома, веома јаке опсесивно-компулзивне проблеме. Веома сам чудан... То ми пада веома тешко, знате? Чини вас веома зависним од понашања, јер рутина и ритуали постају укорењени. Али у послу, то се манифестује пажњом на детаље. Заправо ми добро дође у послу, јер ми ствари не промичу.
Председник Чилеа Габријел Борић је 2022. године изјавио да има опсесивно-компулзивни поремећај, рекавши: „Имам опсесивно-компулзивни поремећај који је потпуно под контролом. Хвала Богу да сам био у могућности да се подвргнем лечењу и то ме не чини неспособним да обављам своје дужности као председника Републике.“
У документарцу објављеном 2023, Дејвид Бекам је поделио детаље о својим убедљивим ритуалима чишћења, потреби за симетријом у фрижидеру и утицају ОКП-а на његов живот.

## Друштво и култура

### Уметност, забава и медији
Филмови и телевизијске емисије могу приказивати идеализоване или непотпуне приказе поремећаја као што је опсесивно-компулзивни поремећај. Саосећајни и тачни књижевни и екрански прикази могу помоћи у сузбијању потенцијалне стигме повезане са дијагнозом опсесивно-компулзивног поремећаја и довести до повећане јавне свести, разумевања и саосећања за такве поремећаје.

#### Филмови
- У филму Добро да боље не може бити главну улогу игра Џек Николсон као антисоцијални писац са опсесивно-компулсивним поремећајем.[282]
- У филму Преваранти, Николас Кејџ, који пати од опсесивно-компулзивног поремећаја, мора да отвори и затвори врата три пута заредом пре него што може да прође кроз њих.[283]
- Филм Авијатичар заснован је на истинитој причи о Хауарду Хјузу. Посебна пажња је посвећена Хјузовим ритуалима, укључујући прање руку, и његовом опсесивном страху од микроба, што га је довело до тога да заврши своје дане у потпуној изолацији.
- Филм Sans motive apparent упознаје нас са инспектором Каракалом, који не престаје да пере руке (улогу игра Жан-Луј Трентињан).
- Амерички филм из 2007. године Невероватна судбина Харолда Крика говори причу о истоименом лику који пати од опсесивно-компулзивног поремећаја и не може да престане да броји све.
- Шпански филм „Куц-куц“ из 2018. године је комедија о шест пацијената са опсесивно-компулзивним поремећајем који, док чекају да им психијатар стигне, морају да трпе чудна понашања остале петорице и покушају да се разумеју.
- Дански филм Кућа коју је саградио Џек, Ларса фон Трира, приказује Џека, убицу са опсесивно-комплисивним поремећајем, надимком „Господин Софистицираност“.

#### Музика
- Џастин Тимберлејк, као и репер Ломепал, рекли су у једном интервјуу да пате од опсесивно-компулзивног поремећаја.[188]
- Џои Рамон, главни певач групе Рамонс, патио је од опсесивно-компулзивног поремећаја, као и од Марфановог синдрома.

#### Телевизија
- Телевизијска серија Манк приказује Адријана Манка, детектива који пати од опсесивно-компулзивног поремећаја. Овај психолошки поремећај га је коштао посла детектива у одељењу за убиства полиције Сан Франциска. Након убиства своје жене, Манк је трауматизован и развија стотину фобија, укључујући за микробе, висину, гужву и многе друге ствари, што нимало не олакшава његову истрагу.[284][285]
- У телевизијској серији Штребери, лик Шелдона Купера показује неке симптоме овог поремећаја, укључујући навику куцања на врата и фобију од микроба, што га наводи да предузима претеране мере предострожности у погледу своје чистоће.
- У серији Слатке мале лажљивице, Спенсер се понекад понаша као да има опсесивно-компулсивни поремећај.
- Британска ТВ серија Pure (2019) у којој глуми Чарли Клајв 24-годишњакињу по имену Марни коју муче узнемирујуће сексуалне мисли, као неку врсту првенствено опсесивно-компулзивног поремећаја.[286]

#### Позориште
- Представа и филмске адаптације представе „Чудни пар“ засноване су на лику Феликса, који показује неке од уобичајених симптома опсесивно-компулзивног поремећаја.[287]
- Монопредстава „Живот и слуз Марка Самерса“ (2016), сценска адаптација мемоара Марка Самерса из 1999. године, која говори о томе како је опсесивно-компулзивни поремећај утицао на његову каријеру у свету забаве.[288]

#### Књижевност
У роману „Корњаче све до дна“ (2017) Џона Грина, главна јунакиња тинејџерка Аза Холмс бори се са опсесивно-компулзивним поремећајем који се манифестује као страх од људског микробиома. Током приче, Аза више пута отвара незацељени жуљ на прсту како би исцедила оно што сматра патогенима. Роман је заснован на Гриновим сопственим искуствима са опсесивно-компулзивним поремећајем. Он је објаснио да је роман „Корњаче све до дна“ намењен да покаже како „већина људи са хроничним менталним болестима такође живи дугим, испуњеним животом“.

## Истраживање
Природно присутни шећер инозитол је предложен као третман за опсесивно-компулзивни поремећај.
Агонисти μ-опиоидних рецептора, као што су хидрокодон и трамадол, могу побољшати симптоме ОКП. Примена опиоида може бити контраиндикована код особа које истовремено узимају инхибиторе CYP2D6 као што су флуоксетин и пароксетин.
Много истраживања је посвећено терапеутском потенцијалу средстава која утичу на ослобађање неуротрансмитера глутамата или везивање за његове рецепторе. То укључује рилузол, мемантин, габапентин, N-ацетилцистеин (NAC), топирамат и ламотригин. Истраживање о потенцијалу других суплемената, попут чичка, да помогну код опсесивно-компулзивног поремећаја и разних неуролошких поремећаја је у току.
Истраживачи су идентификовали преко 600 гена повезаних са дебљином кортекса, фактором који утиче на експресију ОКП. „Посебно, обогаћивање гена укључених у регулацију транспорта јона, реакције на стимулусе из околине и регулацију транспорта металних јона сугерише улогу ових процеса у патофизиологији ОКП.“
Истраживања показују да особе са ОКП имају мању амплитуду нискофреквентних флуктуација и у левом и у десном путамену. Десни путамен такође показује смањену функционалну повезаност са левим путаменом који се протеже до левог доњег фронталног гируса (IFG), билатералним прекунеусом који се протеже до калкаринеуса, десним средњим окципиталним кортексом који се протеже до десног средњег темпоралног кортекса и левим средњим окципиталним гирусом. Поред тога, смањена повезаност између десног путамена и левог путамена је негативно корелирана са Y-BOCS резултатима.
У студији која је истраживала корелацију између неуронских биомаркера и одговора на транскранијалну стимулацију једносмерном струјом (tDCS) код људи са ОКП, истраживачи су открили дебље прецентралне и парацентралне области код људи са ОКП у поређењу са контролном групом. Значајна веза је пронађена између тање прецентралне области и смањених YBOCS резултата.

## Право
Многе организације и добротворне организације широм света залажу се за добробит људи са ОКП, смањење стигме, истраживање и подизање свести. Међународна фондација за ОКП (IOCDF) је највећа непрофитна организација 501(c)3 посвећена служењу широкој заједници појединаца са ОКП и сродним поремећајима, члановима њихових породица и вољенима, као и стручњацима и истраживачима за ментално здравље широм света. Од 1986. године, IOCDF пружа ажурно образовање и ресурсе, јача ангажовање заједнице широм света, пружа квалитетну стручну обуку клиничарима и финансира револуционарна истраживања.